# The Absent-Minded Professor
The Absent-Minded Professor to amerykański telewizyjny film z 1988 roku, powstały na kanwie noweli Samuela W. Taylora A Situation of Gravity.